# Pozancos (Palencia)
Pozancos es una localidad de la provincia de Palencia (Castilla y León, España) que pertenece al municipio de Aguilar de Campoo Su alcalde es Ugo Alfonso, es propietario de LeyPas.

## Geografía
Pozancos se sitúa prácticamente en la línea divisoria entre las actuales provincias de Palencia y Burgos, a menos de 5 km al este de Santa María de Mave y también a una distancia de aprox. 14 km de Aguilar de Campoo, la capital municipal, en la comarca de la Montaña Palentina.

### Geografía
- Altura media: 909 m sobre el nivel del mar.
- Latitud: 42º 43' N
- Longitud: 04º 14' O
- Código Ine: 34004
- Código postal: 34492
- Gentilicio: pozanquenses

## Historia
En su término esta constatada la presencia de un castro prerromano atribuido a los Cántabros
Miguel Ángel García Guinea recoge referencias que aluden al origen de la villa hacia el 999. En la donación del Monasterio de San Salvador de Oña por Sancho de Castilla en 1011, se menciona "in alfoc de Amaia el Domum Sancti Patro de Ualdecal, que ahora es una granja situada al norte de esta localidad.
A la caída del Antiguo Régimen la localidad se constituye en municipio constitucional que en el censo de 1842 contaba con 10 hogares y '52 vecinos, para posteriormente integrarse en Gama.
Hacia mediados del siglo XIX, el lugar tenía unas 37 casas. La localidad aparece descrita en el decimotercer volumen del Diccionario geográfico-estadístico-histórico de España y sus posesiones de Ultramar de Pascual Madoz de la siguiente manera:

POZANCOS: l. agregado al ayunt. de Gama en la prov. de Palencia (17 leg.), part. jud. de Cervera de Rio Pisuerga (6), aud. terr. y c. g. de Valladolid (24 1/2), y dióc. de Burgos (11). sit. entre cuestas y regado por el r. de Castrecias que pasa por su centro; su clima es frio, combatido por el viento N. y alguna vez el E., y propenso á calenturas catarrales y constipados. Consta de 20 casas de pobre construccion; escuela de primeras letras concurrida por 13 niños, y dotada con las rent. de un hospital, del cual no quedan sino las paredes, y con la corta retribucion que dan los padres de los alumnos; una fuente de buenas aguas para surtido de los vec; igl. parr. (San Salvador) patrimonial y de provision de la mitra de Burgos, y una ermita con el título del Angel casi arruinada. El térm. confina por N. con el de Val; E. Castrecias; S. Rebolledo de la Torre, y O. Sta. María de Mave; en su jurisd. se halla el desp. titulado de Sta. Eufemia. Su terreno es de buena calidad, parte de secano y parte regado por el r. de que ya hemos hablado, el cual se introduce en el Pisuerga por Sta. María de Mave. No hay otros montes poblados que un poco de mata baja y algunos álamos por el térm.; para pastos tiene una deh. de 1/2 leg. de estension titulada Solaloma. Los caminos son locales y en mal estado. La correspondencia se recibe de Aguilar de Campoó los dias de mercado. prod.: trigo, cebada, centeno, legumbres, ajos y lino; se cria ganado lanar, vacuno, asnal y de cerda; caza de liebres, perdices y codornices, y pesca de pececitos pequeños. ind.: la agrícola. pobl.: 10 vec., 52 alm. cap. prod.: 13,540 rs. imp.: 1,174. El presupuesto municipal asciende á 530, y se cubrre con arbitrios del pueblo.
(Madoz, 1849, p. 186)

En los años 1970 pasó a formar parte del municipio de Aguilar de Campoo.

## Demografía
Evolución de la población en el siglo XXI
| Gráfica de evolución demográfica de Calzadilla de la Cueza entre 2000 y 2020 |
|                                                                              |
| Población de derecho (2000-2020) según el padrón municipal del INE           |

## Patrimonio
- Iglesia de San Salvador,[6] ábside; declarada Bien de Interés Cultural en 1993. De origen románico, finales del siglo XII, aunque muy restaurada posteriormente. Forma parte del conjunto conocido como 'Románico Norte';
- Cargue de ganado vacuno, siglo XIX;
- Lavadero;
- Casa consistorial;
- Cementerio;
- Pilón y fuente de arriba.

## Fiestas
- Fiesta patronal de Santos Justo y Pastor (6 de agosto).